# Rima consonant
La rima consonant apareix quan la repetició de fonemes és total a partir de la darrera vocal tònica. Vegeu un exemple:
Veles e vents han mos desigs complir,
faent camins dubtosos per la mar
Mestre i ponent contra d'ells veig armar;
xaloc, levant los deuen subvenir
ab lurs amics lo grec e lo migjorn,
fent humils precs al vent tramuntanal
qu'en son bufar los sia parcial
e que tots cinc complesquen mon retorn.
Primera estrofa de Veles e vents, d'Ausiàs March.